# ریورتون، نیوجرسی
ریورتون (به انگلیسی: Riverton) شهری در ایالت نیوجرسی کشور ایالات متحده آمریکا است که جمعیت آن در سرشماری سال ۲۰۱۰ میلادی، ۲٬۷۷۹ نفر بوده‌است.